# Coco Hotahota

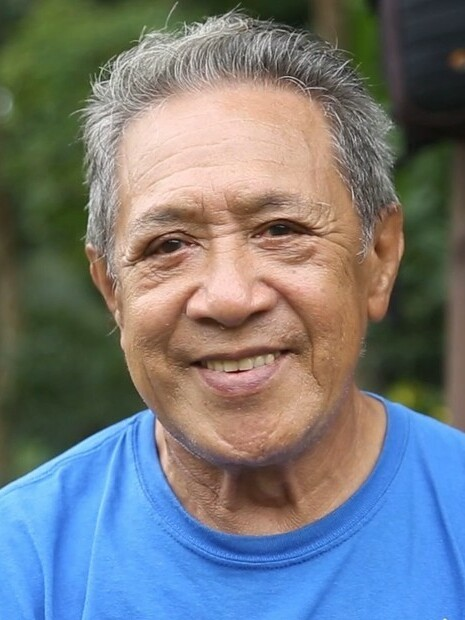
Coco Hotahota

Jean Hotahota, bekannt als Coco Hotahota (geboren am 1. Januar 1941 in Moorea-Maiao (Französisch-Polynesien); gestorben am 8. März 2020 in Pirae (Tahiti, Französisch-Polynesien)), war ein polynesischer Choreograf und Tänzer. 1962 gründete er die Temaeva-Truppe, die älteste und meistausgezeichnete Tanzgruppe von Tahiti. Er gilt als der wichtigste Choreograf von Ori Tahiti.

## Videografie
- Coco Hotahota: te maeva (2019)[1]